# Aphaenogaster dulciniae
Aphaenogaster dulciniae é uma espécie de inseto do gênero Aphaenogaster, pertencente à família Formicidae.